# Искупительная жертва
Искупительная жертва в иудаизме — жертвоприношение, осуществлявшееся жрецом (кохеном) в Иерусалимском храме как часть ритуала искупления греха жертвователя. В христианстве искупительной жертвой является смерть Иисуса Христа на кресте за весь человеческий род.

## В иудаизме
В иудаизме существовали искупительные жертвы двух видов: жертва за грех (хатат), и жертва повинности (ашам). Мясо приносимых в жертву искупления животных отдавалось совершавшим жертвоприношение священникам. Жертвоприношение не рассматривалось как самостоятельное средство искупления, помимо него требовалось и покаяние в грехах; тяжкие грехи не могут быть искуплены жертвоприношением. После разрушения Второго Храма, наряду с прочими видами жертв, прекратились, и были заменены молитвами и другими ритуалами.

## В христианстве
В Новом Завете об искуплении как о цели миссии Иисуса Христа сказано в Евангелии от Матфея: «Сын Человеческий не для того пришел, чтобы Ему служили, но чтобы послужить и отдать душу Свою для искупления многих» (Мф. 20:28).
Согласно Новому Завету, Иисус Христос пожертвовал Своей жизнью ради искупления всех людей на все времена (Мф. 20:28, Мк. 10:45, Рим. 3:25, 1Тим. 2:6, Евр. 9:12), искупил людей от клятвы закона (Гал. 3:13), препятствующей приобщению совершенству жизни с Богом, то есть «усыновлению» (Гал. 4:5, Рим. 8:23), освободил людей от страха смерти (Евр. 2:15).
Вопрос о том, кому была принесена искупительная жертва, не приведён в новозаветном тексте. Константинопольский собор 1157 года в ответ на мнение Сотириха Пантевгена о том, что искупительная жертва принесена только Богу Отцу, постановил, что она принесена всей Святой Троице. Подавляющее большинство католических богословов на Тридентском соборе XVI века выступало за то, что искупительная жертва была принесена Богу Отцу.